# Свети брак (Алкеј)
Свети брак (грч. Ἱερὸς γάμος, комедија аутора Алкелеја, који је био  старогрчки комедиограф и стварао у оквиру старе атичке комедије.